# Соктуй
Сокту́й (рос. Соктуй) — село у складі Борзинського району Забайкальського краю, Росія. Входить до складу Новоборзинського сільського поселення.

## Населення
Населення — 60 осіб (2010; 70 у 2002).
Національний склад (станом на 2002 рік):
- росіяни — 99 %